# Вулкан (Муреш)
Вулкан (рум. Vulcan) насеље је у Румунији у округу Муреш у општини Аполд. Oпштина се налази на надморској висини од 496 m.

## Становништво
Према подацима из 2002. године у насељу је живело 109 становника.

### Попис2002.
| Расподела становништва по националности 2002.‍ | Расподела становништва по националности 2002.‍ | Расподела становништва по националности 2002.‍ | Расподела становништва по националности 2002.‍ | Расподела становништва по националности 2002.‍ |
| --------------------------------------------- | --------------------------------------------- | --------------------------------------------- | --------------------------------------------- | --------------------------------------------- |
|                                               |                                               |                                               |                                               |                                               |
| Румуни                                        | Румуни                                        |                                               | 61                                            | 57,0%                                         |
| Мађари                                        | Мађари                                        |                                               | 16                                            | 15,0%                                         |
| Роми                                          | Роми                                          |                                               | 30                                            | 28,0%                                         |